# Эдида Нагесвара Рао
Эдида Нагесвара Рао (телугу ఏడిద నాగేశ్వరరావు, англ. Edida Nageswara Rao; 24 апреля 1934 — 4 октября 2015) — индийский кинопродюсер, выпускавший фильмы на языке телугу. Владелец продюсерского дома Poornodaya Movie Creations. Его фильмы четырежды выигрывали Национальную кинопремию в различных категориях.

## Биография
Родился в Коттапете (ныне округ Восточный Годавари, штат Андхра-Прадеш).
Начал карьеру как актёр театра, затем переехал в Мадрас, где снялся примерно в 50 фильмах. Наиболее примечательные из них: Sangeeta Lakshmi (1966), Mattilo Manikyam (1971), Neramu Siksha (1973) и Devude Digivaste (1975).
Однако значимых ролей ему не доставалось, и он решил переквалифицироваться в продюсера. В 1976 году он учредил собственный продюсерский дом Poornodaya Movie Creations. И уже его первый фильм Siri Siri Muvva, режиссёром которого был К. Вишванатх, имел успех у зрителей.
Всего за свою продюсерскую карьеру Эдида выпустил 10 фильмов, из них — 6 в паре с К. Вишванатхом. Фильмы принесли ему четыре Национальные кинопремии и шесть Nandi Awards, а «Шанкарабхаранам» получил признание критиков со всего мира. Его фильм «Жемчуг» в 1986 году был выбран представлять Индию в номинации «Лучший фильм на иностранном языке» на церемонии Оскар, но не вошёл в шорт-лист.
В связи с возрастными проблемами Нагесвара Рао был помещён в больницу 20 сентября 2015 года, где скончался в пять вечера 5 октября. У него остались два сына: актёр Эдида Шрирам и продюсер Эдида Раджа.